# Sandi Gbandi
Sandy Gbandi Jr. (*Firestone, Provincia, Liberia, 12 de julio de 1983), futbolista de Liberia. Juega de volante y su primer equipo fue FC Dallas.
- Datos: Q356627